# Міжнародний конкурс українського романсу імені Квітки Цісик
Міжнародний конкурс українського романсу імені Квітки Цісик — конкурс співаків, що проводився 1—3 квітня 2011 року у Львівській філармонії.

## Основні параметри проведення конкурсу
До участі в конкурсі зголосилося 30 виконавців з України, а також закордонні співаки. У результаті відбіркового туру для участі у другому етапі конкурсу було відібрано 13 конкурсантів з різних країн: України, Польщі, Росії, Молдови, Естонії, Латвії, Румунії, Угорщини, США. До складу журі увійшли Ніна Матвієнко (голова журі), Алекс Гутмахер, Олександр Горностай, Василь Лазарович, Кирило Стеценко, Любов Зубко.

## Переможці конкурсу
Перемогу у конкурсі здобула львів'янка Оксана Муха. Перша премія дісталася Віталію Соболєву з Чернівців та харків'янці Люцині Хворост. Друге місце завоювала Ольга Акулова з Донецька та Роман Меденці (Угорщина). Третя премія дісталася Едуарду Наточєву (Росія) та Світлані Сасу (Молдова). Приз глядацьких симпатій здобула Христина Махно (США).

## Цікаві моменти
Під час конкурсу оголосили про присвоєння імені Квітки зірці в сузір'ї Овна. Відповідні сертифікати передали представникам української та американської родини — племінниці Марті Качмар-Цісик (Львів) та чоловікові Квітки — Еду Раковичу (США).

## Відкриття музейної кімнати Квітки Цісик
Окрім того, у межах конкурсу відбулося відкриття кімнати — музею Квітки у приміщенні Львівської середньої школи № 54, що на вулиці Квітки Цісик.